# Hattukangas
Hattukangas är en kulle i Finland.   Den ligger i den ekonomiska regionen  Fjäll-Lappland  och landskapet Lappland, i den norra delen av landet, 800 km norr om huvudstaden Helsingfors. Toppen på Hattukangas är 208 meter över havet.
Terrängen runt Hattukangas är platt.Runt Hattukangas är det mycket glesbefolkat, med 2 invånare per kvadratkilometer.